# Dithmarschen
Dithmarschen (duń. Ditmarsken) – region historyczny położony w Niemczech, w południowej części Półwyspu Jutlandzkiego na wybrzeżu Morza Północnego (pomiędzy rzekami Eider i Łabą). Od XIII do XVI w. region stanowił w praktyce wolną republikę chłopską, jedynie formalnie zależną od panów feudalnych, wielokrotnie toczącą z nimi wojny. Tradycyjnym ośrodkiem stołecznym Dithmarschen jest miasto Meldorf. Obszar dawnego Dithmarschen objęty jest obecnie powiatem o tej nazwie wchodzącym w skład kraju związkowego Szlezwik-Holsztyn.

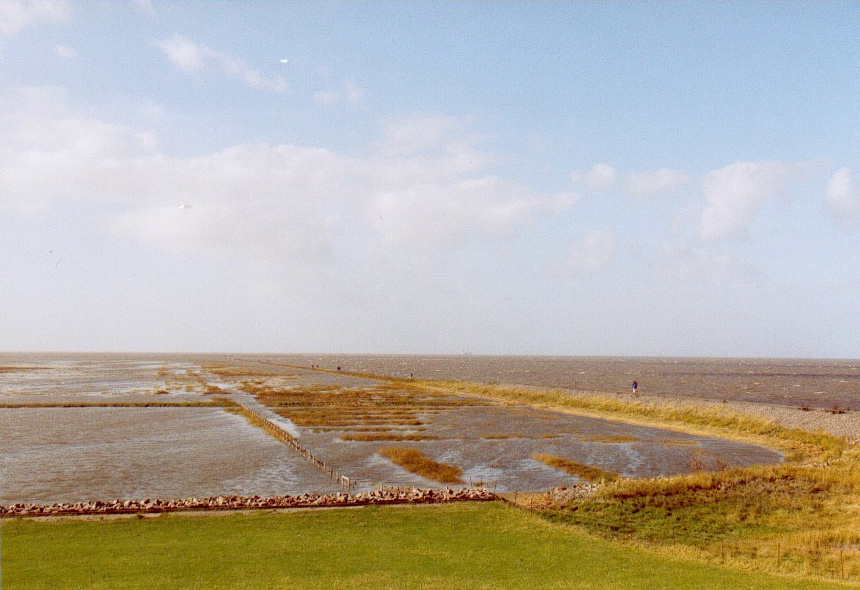
Nadmorski krajobraz Dithmarschen

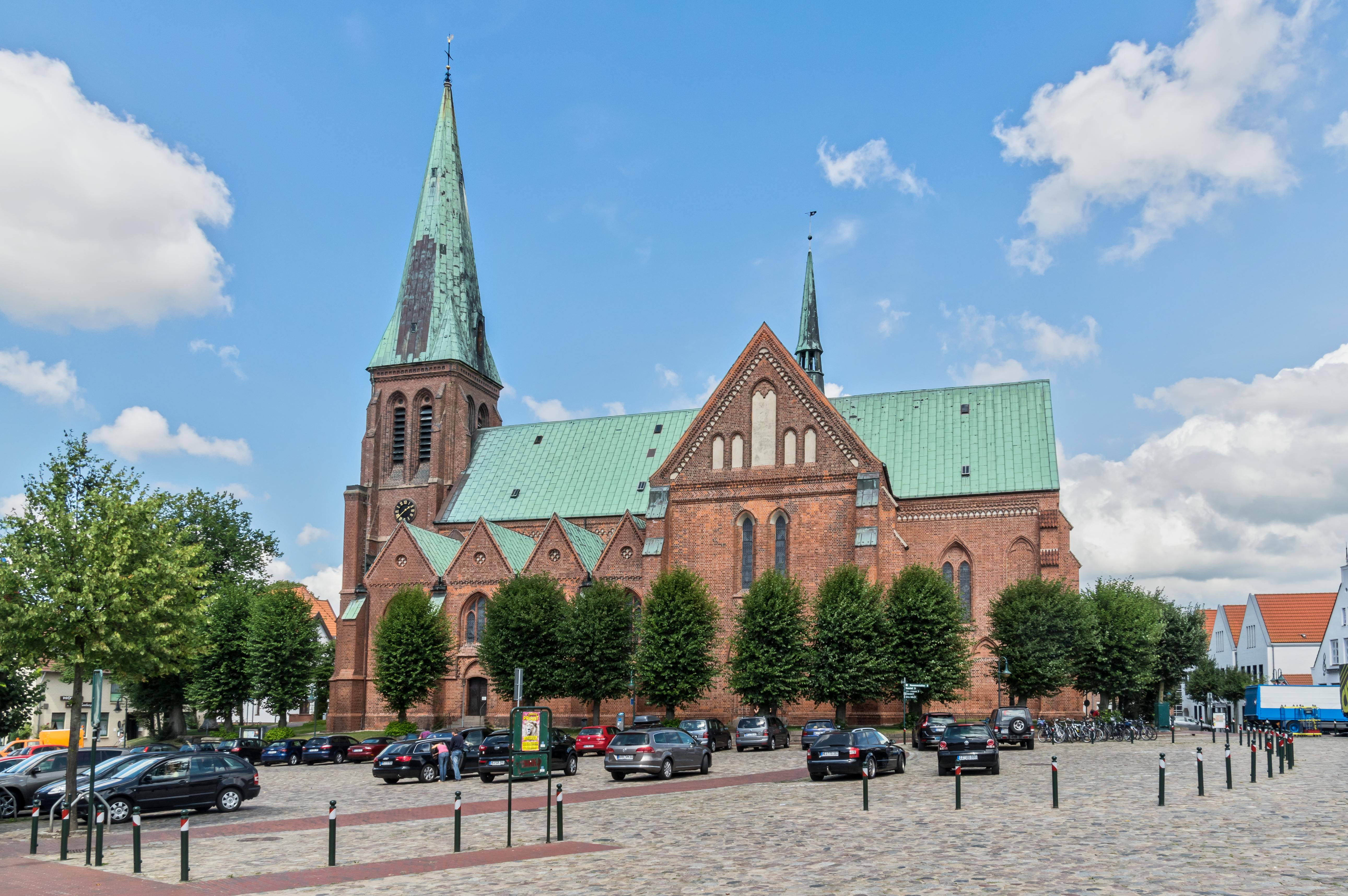
Kościół św. Jana w Meldorfie, tzw. katedra Dithmarschen

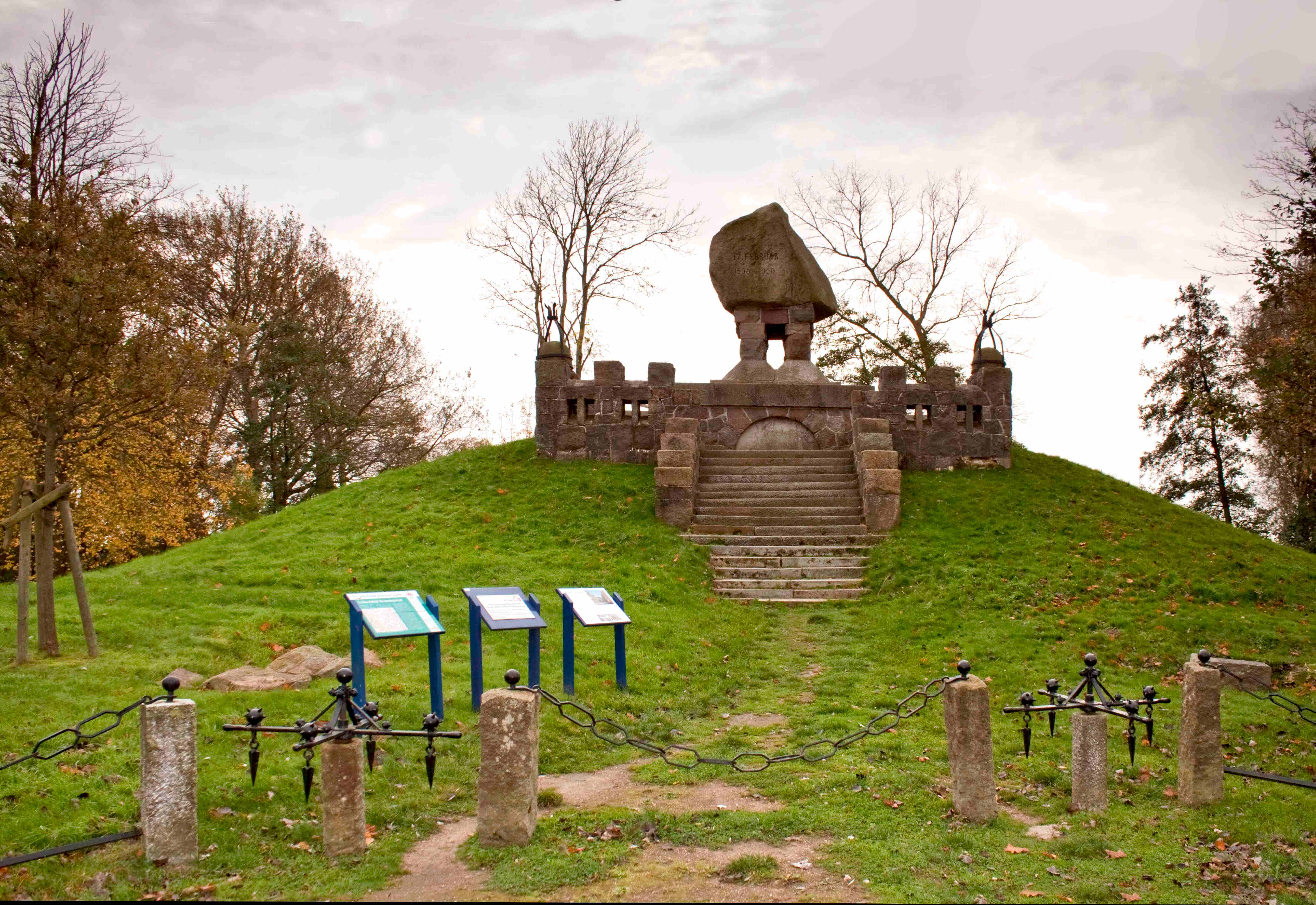
Pomnik upamiętniający bitwę pod Hemmingstedt

## Historia
Dithmarschen wzmiankowane jest już w IX w. jako jeden z trzech saskich okręgów na północ od Łaby. Za panowania Karola Wielkiego miejscowa ludność została ochrzczona. W 1144 r. miejscowy hrabia został zabity przez mieszkańców. Za panowania Henryka IV Salickiego region został oddany pod zwierzchnictwo arcybiskupów Bremy, a w XI w. przejściowo podporządkował go sobie Henryk Lew. W przeciwieństwie do chłopstwa z sąsiednich regionów, których opór przeciwko lennym powinnościom wywołał krucjatę zorganizowaną przez papieża Grzegorza IX, chłopi Dithmarschen zręcznie manewrowali między sąsiednimi książętami; początkowo sprzymierzyli się z królami duńskimi, ale porzucili ten sojusz przed klęską Duńczyków w bitwie pod Bornhöved i uznali zwierzchnictwo arcybiskupów Bremy. Zachowali jednak autonomię i stopniowo postępował rozwój instytucji samorządowych; od końca XIII w. do połowy XVI w. istniała tu w praktyce samodzielna republika chłopska (z poszczególnych parafii wybierano przedstawicieli do władz ogólnych), a w połowie XV w. nawet skodyfikowano prawa miejscowe. Świetnie zorganizowane wojsko potrafiło stawić czoła rycerstwu, szczególnie w bagiennych rejonach Dithmarschen. W okresie od XIV do połowy XVI w. wielokrotnie skutecznie stawiało opór zakusom królów duńskich i książąt holsztyńskich, którzy chcieli opanować ten region. W 1473 r. cesarz Fryderyk III Habsburg zaoferował Dithmarschen jako lenno królom duńskim, ci jednak nie mogli go sobie podporządkować, a w 1500 r. miejscowi chłopi zadali dotkliwą klęskę armii duńskiej w bitwie pod Hemmingstedt. Dopiero w 1559 r. Duńczycy przemogli obronę mieszkańców Dithmarschen i dokonali masakry mieszkańców Meldorfu.
Jeszcze w 1532 r. mieszkańcy Dithmarschen przyjęli luteranizm. W 1580 Dithmarschen zostało podzielone na dwie części: południowa dostała się w granice królestwa Danii, północna znalazła się w granicach księstwa Holsztynu-Gottorp. W 1773 r. królowie duńscy przejęli także kontrolę nad częścią holsztyńską, a w 1867 r. obie części przeszły w ręce królów pruskich.